# Gisernia
Gisernia (z niem. Gieserei) – specjalistyczny warsztat odlewniczy, zajmujący się odlewaniem z metalu gotowych wyrobów końcowych, zazwyczaj jednostkowych (gisernia nie zajmuje się wytopem metalu z rud). W giserni można odlewać wszelkiego rodzaju metale i stopy metali. W zależności od specjalizacji, w giserni są odlewaneczcionki, dzwony, pomniki itd. oraz wszelkiego rodzaju formy odlewnicze i matryce.
Słowo wychodzi już z użycia; stosowane obecnie najczęściej wobec odlewnictwa dzwonów, wcześniej także wobec odlewni czcionek i form drukarskich do drukarni typograficznych.